# ラームサル空港
ラームサル空港（英語: Ramsar airport）は、イラン・イスラム共和国マーザンダラーン州にある空港。ラームサルおよびトネカーボンの空の玄関として利用される。

## 就航路線
- イラン・アーセマーン航空（テヘラン・メヘラーバード）